# Sahé (Benin)
Sahé ist ein Arrondissement im Departement Zou im westafrikanischen Staat Benin. Es ist eine Verwaltungseinheit, die der Gerichtsbarkeit der Kommune Agbangnizoun untersteht.

## Demografie und Verwaltung
Gemäß der Volkszählung 2013 des beninischen Statistikamtes INSAE hatte das Arrondissement 7139 Einwohner, davon waren 3442 männlich und 3697 weiblich.
Von den 53 Dörfern und Quartieren der Kommune Agbangnizoun entfallen sechs auf Sahé:
1. Abigo
2. Fonli
3. Gbozoun 1
4. Gbozoun 2
5. Loukpé
6. Sohouè-Dovota